# Limmersdorf
Limmersdorf (oberfränkisch: Limmeasch-doaf) ist ein Pfarrdorf in der Marktgemeinde Thurnau im Landkreis Kulmbach (Oberfranken, Bayern). Limmersdorf liegt in der Gemarkung Limmersdorf I.

## Geographie
Das Dorf liegt in einer flachhügeligen Landschaft, die hauptsächlich aus Acker- und Grünland besteht. Durch den Ort fließt der Breitenwieser Graben, ein rechter Zufluss des Aubaches. Im Osten befindet sich der Limmersdorfer Forst. Die Kreisstraße KU 17 führt nach Thurnau zur Staatsstraße 2189 (1,5 km nördlich) bzw. nach Felkendorf (1,3 km südlich). Die Kreisstraße KU 19 führt zur Kreisstraße KU 7 (0,6 km südwestlich). Gemeindeverbindungsstraßen führen nach Forstleithen (0,7 km östlich) und zur KU 7 bei der Anschlussstelle 22 der A 70 (1,1 km nordwestlich).
Ein alter Hohlweg von der Albhochfläche Kleetz über die Einöde Kröglitzen führt nach Limmersdorf ins Juratal.

## Geschichte

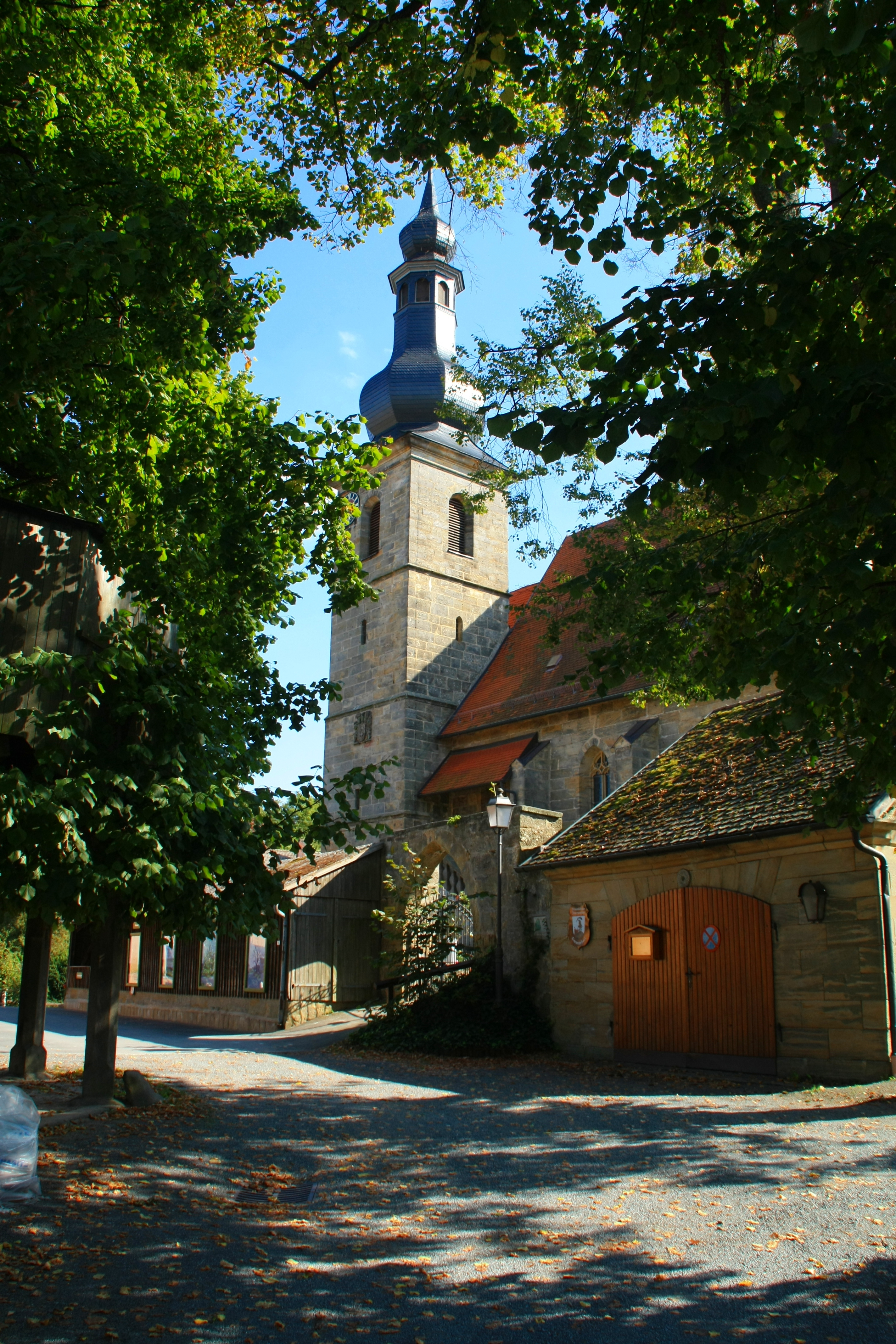
Kirche und Tanzlinde (links)

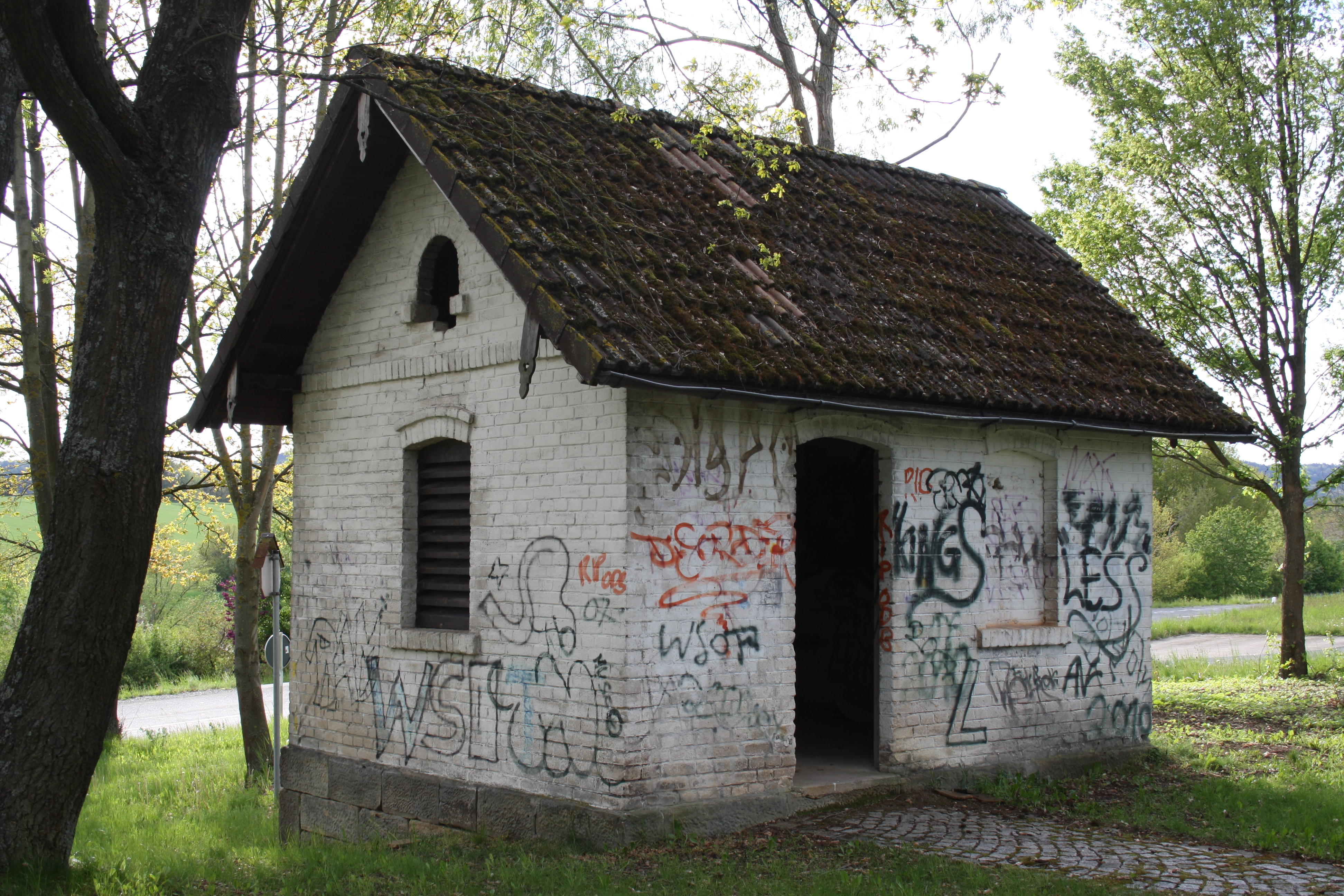
Ehemalige Bahnstation

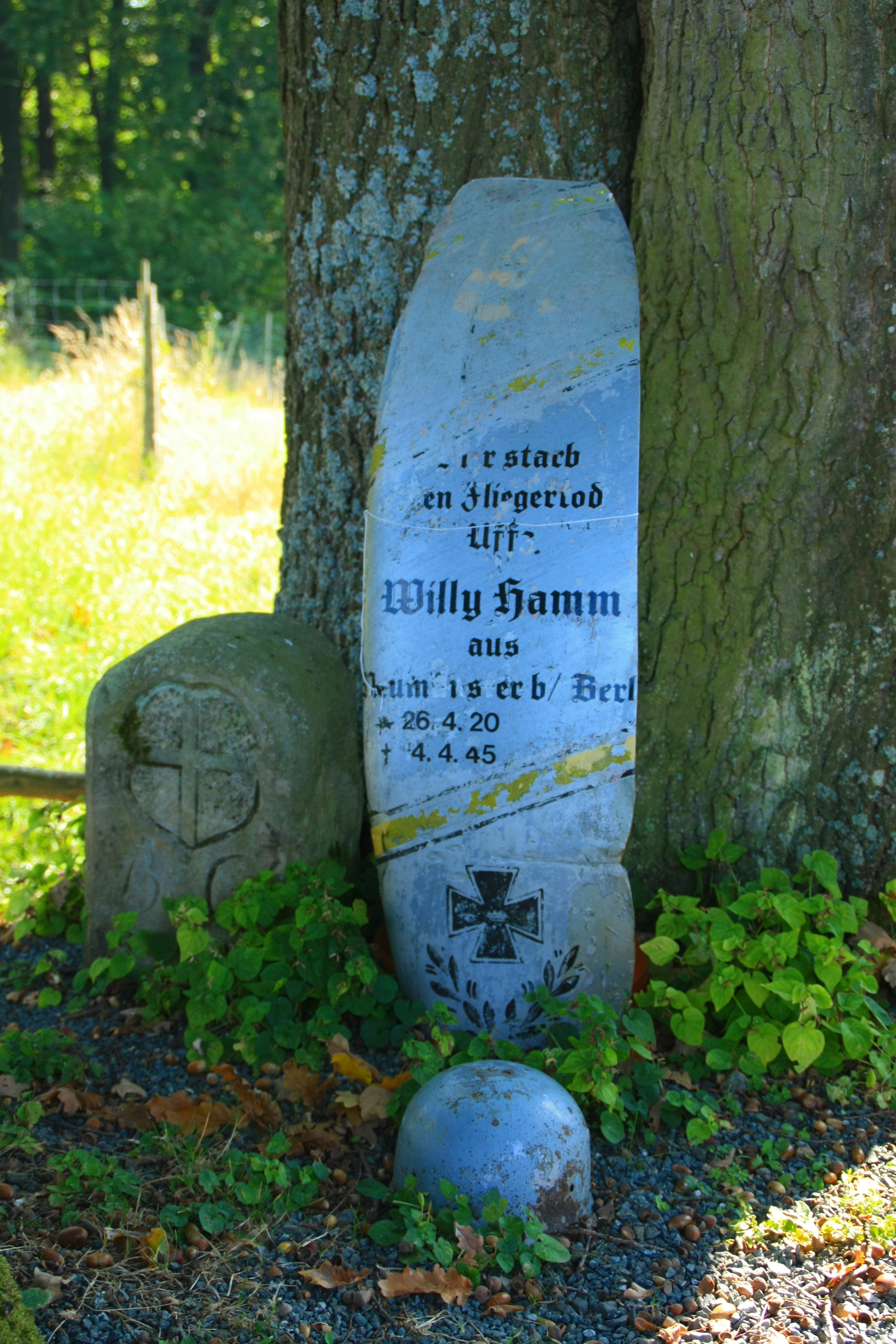
Fliegerdenkmal

Der Ort wurde 1255 als „Lymarsdorf“ erstmals urkundlich erwähnt. 1307 wurde der Ort „Liemersdorf“ genannt. Das Bestimmungswort ist der Personenname Limar, mit dem wahrscheinlich der Gründer der Siedlung angegeben wurde.
Im 14. und 15. Jahrhundert war Limmersdorf eine Niederlassung des Johanniterordens. 1510 bis 1542 ließ Eberhard I. Förtsch von Thurnau die heutige spätgotische Kirche auf den Resten der Vorgängerbauten erbauen. Im frühen 16. Jahrhundert wurde die Kirche evangelisch-lutherisch. Das Adelsgeschlecht Giech behielt die Patronatschaft für die Kirche bis 1848.
Gegen Ende des 18. Jahrhunderts bestand Limmersdorf aus 55 Anwesen. Das Hochgericht und die Dorf- und Gemeindeherrschaft übte das Giech’sche Amt Thurnau aus. Grundherren waren
- das Amt Thurnau (39 Anwesen: 6 Höfe, 3 Halbhöfe, 2 Halbgüter, 2 Viertelgüter, 1 Gütlein, 5 Sölden, 3 Halbsölden, 8 Häuser, 2 Häuser jeweils mit Hofrait, 5 Häuslein, 1 Hofstatt, 1 Hofstättlein),
- die Hospitalverwaltung Thurnau (1 Hof),
- die Pfarrei Thurnau (1 unbebaute Sölde),
- die Pfarrei Limmersdorf (11 Anwesen: 1 Schmiedehaus mit Hofrait, 2 Güter, 1 Söldengut, 4 Halbsölden, 1 Drittelsölde, 1 Haus, 1 Tropfhaus)
- das St.-Katharinen-Spital Bamberg (3 Güter, davon 1 unbebaut).

Die Steuer und Vogtei stand dem Amt Thurnau zu mit Ausnahme der Anwesen des Bamberger Spitals: Hier oblag die Steuerhoheit dem bambergischen Amt Weismain. Neben den Anwesen gab es 1 Kirche, 1 Pfarrhaus, 1 Schulhaus und 1 Gemeindeschmiede.
Von 1797 bis 1808 unterstand der Ort dem Patrimonialgericht Thurnau. Mit dem Gemeindeedikt wurde 1811 der Steuerdistrikt Limmersdorf gebildet, zu dem Berndorf, Felkendorf, Hohezorn, Kleetzhöfe, Leesau, Menchau, Poppenleithen, Quartier, Reuthof, Ruh und Wiesenmühle gehörten. 1812 kamen zum Steuerdistrikt Buchhaus, Forstleithen, Kröglitzen und Neuwirthshaus hinzu. Mit dem Zweiten Gemeindeedikt (1818) wurde die Ruralgemeinde Limmersdorf gebildet, zu der Hörlinreuth und Reuthof gehörten. Sie war in Verwaltung und Gerichtsbarkeit dem Landgericht Hollfeld zugeordnet und in der Finanzverwaltung dem Rentamt Kulmbach. 1822 wurde Limmersdorf dem Herrschaftsgericht Thurnau (ab 1852 Landgericht Thurnau) und dem Rentamt Thurnau (1919 in Finanzamt Thurnau umbenannt) zugewiesen. 1856 wurden Buchhaus, Forstleithen und Neuwirthshaus eingemeindet. Ab 1862 gehörte Limmersdorf zum Bezirksamt Kulmbach (1939 in Landkreis Kulmbach umbenannt). Die Gerichtsbarkeit blieb beim Landgericht Thurnau (1879 in das Amtsgericht Thurnau umgewandelt), von 1929 bis 1972 war das Amtsgericht Bayreuth zuständig, seitdem ist es das Amtsgericht Kulmbach. 1930 wurde die Finanzverwaltung vom Finanzamt Bayreuth übernommen, seit 1973 ist das Finanzamt Kulmbach zuständig. Die Gemeinde hatte 1925 eine Gebietsfläche von 5,688 km², die sich durch die Eingemeindung von Kröglitzen im Jahr 1930 auf 5,733 km² vergrößerte.
Der Abschnitt Bayreuth–Thurnau der Bahnstrecke Bayreuth Altstadt–Kulmbach wurde am 26. Juni 1909 eröffnet. An der Bahn, die den Ort nordöstlich tangierte, erhielt Limmersdorf einen Bahnhof mit Ausweich- und Gütergleis. Am 2. Juni 1973 verkehrte der letzte reguläre Personenzug, am 30. Dezember 1982 wurde der Güterverkehr eingestellt.
Am 14. April 1945 stürzte ein deutsches Militärflugzeug (Messerschmitt Bf 109) nahe dem Ort ab. Der Überlieferung nach soll der Pilot das bereits brennende Flugzeug noch über dem Ort hochgezogen haben, um die Bewohner zu schützen. Von diesem Ereignis zeugt ein Denkmal mit einem Wrackteil.
Am 1. April 1971 wurde die Gemeinde Felkendorf im Zuge der Gebietsreform in Limmersdorf eingegliedert. Am 1. Mai 1978 erfolgte die Eingemeindung von Limmersdorf in den Markt Thurnau.

### Baudenkmäler
- Evangelisch-lutherische Pfarrkirche Sankt Johannes
- Oberes Dorf 2: Evangelisch-lutherisches Pfarrhaus
- Unteres Dorf 12: Wohnstallhaus
- Unteres Dorf 13: Türrahmen
- Zum Forst 7: Wohnhaus
- Kriegerdenkmal
- zwei Martern
- mehrere Grenzsteine
- Tanzlinde

### Einwohnerentwicklung
Gemeinde Limmersdorf
| Jahr      | 1818  | 1840   | 1852   | 1855   | 1861   | 1867   | 1871   | 1875   | 1880   | 1885   | 1890   | 1895   | 1900   | 1905   | 1910   | 1919   | 1925  | 1933   | 1939   | 1946   | 1950   | 1952   | 1961   | 1970   |
| Einwohner | 332   | 410    | 495    | 465    | 518    | 499    | 491    | 468    | 519    | 532    | 463    | 415    | 409    | 414    | 444    | 427    | 413   | 421    | 425    | 593    | 609    | 546    | 460    | 427    |
| Häuser    | 66    |        |        |        |        |        | 76     |        |        | 76     | 75     |        | 82     |        |        |        | 85    |        |        |        | 88     |        | 97     |        |
| Quelle    | [ 8 ] | [ 16 ] | [ 16 ] | [ 16 ] | [ 17 ] | [ 18 ] | [ 19 ] | [ 20 ] | [ 21 ] | [ 22 ] | [ 23 ] | [ 16 ] | [ 24 ] | [ 16 ] | [ 25 ] | [ 16 ] | [ 9 ] | [ 16 ] | [ 16 ] | [ 16 ] | [ 10 ] | [ 16 ] | [ 26 ] | [ 27 ] |

Ort Limmersdorf
| Jahr      | 001809 | 001818 | 001861 | 001871 | 001885 | 001900 | 001925 | 001950 | 001961 | 001970 | 001987 |
| Einwohner | 330    | 292    | 418    | 396    | 421    | 329    | 351    | 500    | 373    | 358    | 397    |
| Häuser    |        | 61     |        |        | 61     | 65     | 70     | 71     | 80     |        | 117    |
| Quelle    | [ 28 ] | [ 8 ]  | [ 17 ] | [ 19 ] | [ 22 ] | [ 24 ] | [ 9 ]  | [ 10 ] | [ 26 ] | [ 27 ] | [ 1 ]  |

## Religion

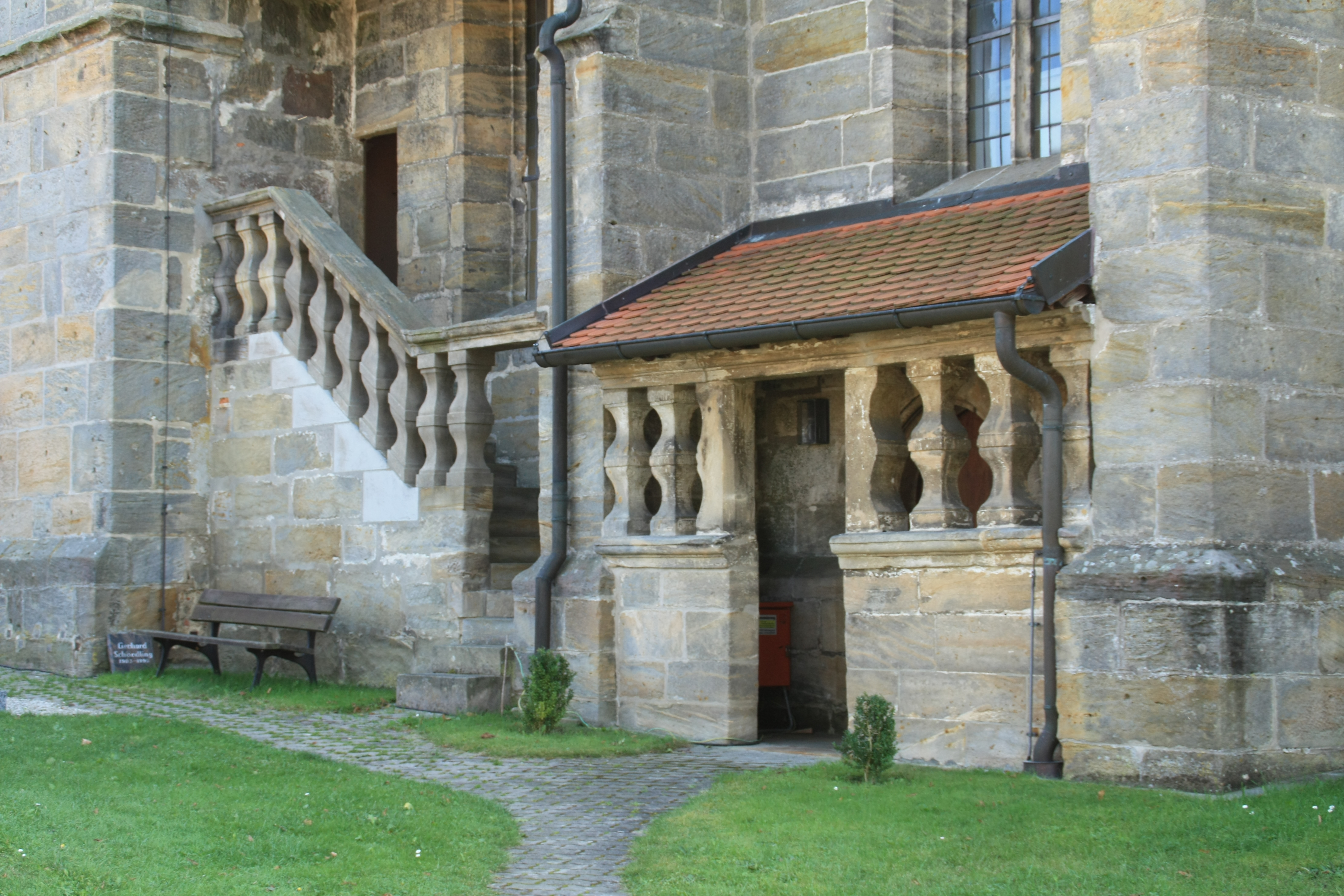
Seiteneingang der Kirche

Der Ort ist seit der Reformation evangelisch-lutherisch geprägt und Sitz der Pfarrei St. Johannes der Täufer.

## Lindenkirchweih
Limmersdorf ist bekannt für die etwa 350-jährige Linde und die seit 1729 nachgewiesene Lindenkirchweih. Tatsächlich ist dieses Fest wohl bedeutend älter. Dieses Brauchtum wird – einzigartig in Deutschland – jährlich gepflegt. Gepflanzt wurde die heutige Tanzlinde möglicherweise bereits am Ende des Dreißigjährigen Krieges 1648. Es gibt in Legenden Hinweise darauf, dass es damals schon eine Lindenkirchweih gab. Die Linde ist bei einem Stammumfang von fünf Metern circa 16 Meter hoch. Die Tanzfläche befindet sich auf etwa vier Meter Höhe. Als Besonderheit gibt es auch eine zur Kerwa betriebene Sandkegelbahn.
Im Frühjahr 2014 beschloss der bayerische Ministerrat, die Lindenkirchweih zur Eintragung in das Bundesweite Verzeichnis des immateriellen Kulturerbes vorzuschlagen. Im Dezember 2014 wurde die Bewerbung von der Kultusministerkonferenz angenommen und bestätigt. Die Lindenkirchweih ist eine von 27 Kulturformen im deutschen Verzeichnis des Immateriellen Kulturerbes.